# Ischnopopillia purpuricollis
Ischnopopillia purpuricollis är en skalbaggsart som beskrevs av Ernst Gustav Kraatz 1897. Ischnopopillia purpuricollis ingår i släktet Ischnopopillia och familjen Rutelidae. Inga underarter finns listade i Catalogue of Life.